# Madroño, Veracruz
Madroño är en ort i Mexiko.   Den ligger i kommunen Alto Lucero de Gutiérrez Barrios och delstaten Veracruz, i den sydöstra delen av landet, 260 km öster om huvudstaden Mexico City. Madroño ligger 1 304 meter över havet och antalet invånare är 310.
Terrängen runt Madroño är kuperad åt sydost, men åt nordväst är den bergig. Runt Madroño är det ganska glesbefolkat, med 48 invånare per kvadratkilometer. Närmaste större samhälle är Naolinco de Victoria, 18,3 km väster om Madroño. I omgivningarna runt Madroño växer huvudsakligen savannskog.